# Ion Popa (senator)
Ion Popa (n.  ?) este un senator român, ales în 2012. 